# Fosso Reale (Campi Bisenzio)
Il Fosso Reale è un breve corso d'acqua di circa 6 km di lunghezza, che attraversa i comuni di Sesto Fiorentino (4 km) e Campi Bisenzio (2 km).
Il fosso è di costruzione artificiale e fu realizzato intorno al 1570 per razionalizzare lo scorrimento delle acque nella pianura dell'Osmannoro, solcata da molti piccoli corsi d'acqua soggetti a frequenti straripamenti; il nuovo fosso aveva quindi lo scopo di raccoglierne le acque e di portarle nel Bisenzio.
Il Fosso Reale si forma nella zona del casello di Sesto Fiorentino dalla A11, dove raccoglie le acque di numerosi fossi della piana tra cui il Rimaggio; attraversa poi la piana dell'Osmannoro e fa per un lungo tratto da confine comunale tra Sesto Fiorentino e Campi Bisenzio. Giunge poi in prossimità di San Donnino e prosegue verso San Mauro a Signa, nelle cui vicinanze si getta nel Bisenzio.
Il Fosso Reale è affiancato da due scolmatori di appoggio, collegati tra di loro da un canale che bypassa il fosso nella zona di San Donnino. Da questo canale sotterraneo, totalmente sconosciuto fino ad allora alla popolazione della zona, passarono le acque dell'Arno che sommergevano San Donnino il 5 novembre 1966, fino ad allora bloccate dall'argine, allagando una larga parte del comune di Campi Bisenzio (San Cresci e San Giusto) fino ad allora risparmiata dalle acque.